# Mehdi Abid Charef
Mehdi Abid Charef (arabisch مهدي عبيد شارف; geb. 14. Dezember 1980 in Constantine) ist ein algerischer Fußballschiedsrichter und Ingenieur.
Internationaler Schiedsrichter ist er seit 2011. Bei der U-17-Weltmeisterschaft 2015 in Chile leitete er zwei Spiele und bei der U-17-Weltmeisterschaft 2017 in Indien drei Spiele. Er wurde als Schiedsrichter für die Fußball-Weltmeisterschaft 2018 in Russland nominiert, jedoch nicht als Hauptschiedsrichter eingesetzt, sondern mehrfach als Vierter Offizieller.